# Leonard Lewisohn
Leonard Lewisohn (1953 – 2018) foi um autor, tradutor e professor americano na área de Estudos Islâmicos e especialista na linguagem Persa e Literatura Sufi. Ele foi membro do instituto de estudos Árabes e Islâmicos na Universidade de Exeter.